# Iola (Eólida)
Iola (en griego antiguo, Ιολλα) era una ciudad de la Antigüedad situada en Eólida, en la península de Anatolia. 
Se conoce a través de testimonios numismáticos ya que se conservan monedas de bronce del siglo IV a. C. de dos tipos; unas próximas al año 400 a. C. y otras aproximadamente del 350 a. C. donde aparecen representados la cabeza de Hermes, Pegaso o la cabeza de Zeus y en las que figura inscrito ΙΟΛΛΑ o ΙΟΛΛΕΩΝ. Louis Robert sugirió que el río Olio (Ollius, en latín), nombrado por Plinio el Viejo cuando describe la región de Eólida, podría estar relacionado con Iola, que quizá tomó su nombre a partir del nombre del río.
Se desconoce su localización exacta aunque se supone que estaba cerca de Adramitio. Joseph Stauber ha sugerido que podría haber estado en Fughla Tepe, al este de Burhaniye.